# Garntjärnen (öster om Tansen)
Garntjärnen är en sjö i Gagnefs kommun i Dalarna och ingår i Dalälvens huvudavrinningsområde. Sjön har en area på 0,0458 kvadratkilometer och ligger 358,5 meter över havet. Sjön avvattnas av vattendraget Norån.

## Delavrinningsområde
Garntjärnen ingår i det delavrinningsområde (670071-145995) som SMHI kallar för Utloppet av Tryssjön. Medelhöjden är 409 meter över havet och ytan är 12,21 kvadratkilometer. Det finns inga avrinningsområden uppströms utan avrinningsområdet är högsta punkten. Norån som avvattnar avrinningsområdet har biflödesordning 3, vilket innebär att vattnet flödar genom totalt 3 vattendrag innan det når havet efter 240 kilometer. Avrinningsområdet består mestadels av skog (83 procent). Avrinningsområdet har 0,38 kvadratkilometer vattenytor vilket ger det en sjöprocent på 3,1 procent.